# Andrey Pavlovich Petrov
Andrey Pavlovich Petrov (tiếng Nga: Андре́й Па́влович Петро́в; 2 tháng 9 năm 1930 – 15 tháng 2 năm 2006) là một nhà soạn nhạc người Nga và Liên Xô. Ông được phong tặng danh hiệu Nghệ sĩ nhân dân Liên Xô vào năm 1980. Petrov là tác giả phần nhạc của nhiều bộ phim Liên Xô kinh điển.

## Tiểu sử
Petrov quê ở Sankt-Peterburg, có cha là bác sĩ quân y và mẹ là nghệ sĩ. Từ năm 14 tuổi trở đi ông mới bắt đầu có hứng thú với âm nhạc. Ông học sáng tác tại Nhạc viện Leningrad dưới thời Orest Yevlakhov.
Petrov sáng tác rất nhiều thể loại; ông đã viết một số vở opera và ballet, giao hưởng, nhạc phụ diễn, nhạc phim và nhiều ca khúc đa dạng. Ông đặc biệt nổi tiếng với vở ballet Sáng thế, lấy cảm hứng từ tranh vẽ của Jean Effel. Tác phẩm này được biểu diễn trên toàn thế giới, với Mikhail Baryshnikov là một số những người biểu diễn đầu tiên. Petrov cũng soạn nhạc cho hơn 80 bộ phim.
Được sự giới thiệu của Dmitri Shostakovich, từ năm 1964 đến khi qua đời, Petrov là chủ tịch liên hiệp nhạc sĩ Sankt-Peterburg. Dmitri Shostakovich. Ông là nhà sáng lập đồng thời giữ chức chủ nhiệm một liên hoan âm nhạc tại thành phố này. Suốt sự nghiệp, ông đã đạt nhiều giải thưởng và danh hiệu. Ngày 22 tháng 5 năm 1998 ông trở thành Công dân danh dự của Sankt-Peterburg. Tên ông được đặt cho tiểu hành tinh 4785 Petrov.
Vợ của Petrov là Natalya Yefimovna cũng là một nhà âm nhạc học nổi tiếng. Người con gái duy nhất Olga đứng tên đồng sáng tác một số tác phẩm sau này.
Sau khi qua đời, Petrov được an táng tại nghĩa trang Volkovskoye, Sankt-Peterburg.

## Một số tác phẩm

### Nhạc phim
- Người cá (1961)
- Những lão già ăn cướp (1971)
- Chế ngự lửa (1972)
- Marathon mùa thu (1979)

### Tác phẩm khác
- "Bài thơ", soạn cho trumpet, organ, đàn dây & trống định âm
- Ballet "Sáng thế" (1968)
- Concerto cho vĩ cầm & dàn nhạc giao hưởng (1983)
- Symphony-Fantasy "Ông chủ & Marguerita" (1984)
- Concerto cho dương cầm & dàn giao hưởng (1990)

## Danh hiệu và giải thưởng
- Huân chương Vì Tổ quốc; 
  - Hạng ba (2 tháng 9 năm 2005) - vì những đóng góp nổi bật cho sự phát triển văn hóa âm nhạc quốc gia và nhiều năm sáng tạo nghệ thuật
  - Hạng tư (29 tháng 8 năm 2000) - vì những đóng góp cá nhân to lớn cho sự phát triển của âm nhạc dân tộc
- Huân chương Lênin (1985)
- Giải thưởng Nhà nước Liên bang Nga (1995)
- Giải thưởng của Tổng thống Liên bang Nga (1999)
- Giải thưởng Nhà nước Liên Xô (1967 và 1976)
- Nghệ sĩ nhân dân Liên Xô (1980)
- Nghệ sĩ nhân dân CHXHCN Xô viết Liên bang Nga (1976)
- Nghệ sĩ ưu tú CHXHCN Xô viết Liên bang Nga (1972)
- Công dân danh dự của Sankt-Peterburg (Nghị quyết số 104 của Hội đồng lập pháp thành phố ngày 22 tháng 5 năm 1998)